# Guaratinguetá
Guaratinguetá è un comune del Brasile nello Stato di San Paolo, parte della mesoregione della Vale do Paraíba Paulista e della microregione di Guaratinguetá.
Da Guaratinguetá parte la strada SP-171 che attraversa la regione da nord a sud fino al confine tra San Paolo e Rio de Janeiro.